# Kankasanturai
Kankasanturai è la città più settentrionale dello Sri Lanka, situata nella Provincia Settentrionale (Sri Lanka) e nel Distretto di Jaffna. La città dista pochi chilometri da Vedaranyam nella costa sudorientale dell'India. In Kankasanturai è collocata un'importante base militare navale del governo cingalese.